# Đại Đường nữ tuần án
Đại Đường nữ tuần án là phim truyền hình Trung Quốc nói về Tạ Dao Hoàn, nữ thần thám hư cấu Nhà Đường người giải quyết một số vụ án bí ẩn dưới triều đại của hoàng hậu Võ Tắc Thiên. Đạo diễn bởi Ưu Tiểu Cương, Đào Linh Linh, Chung Hân Đồng, Trần Hạo Dân, Vạn Ni Ân, Lôi Mục, Don Li, Thang Di, Diệp Tổ Tân, Ổ Tĩnh Tĩnh, Tiền Vịnh Thần đóng chính. Phim phát sóng lần đầu trên Dragon Television vào ngày 7 tháng 7 năm 2011 tại Trung Quốc

## Diễn viên

### Vai chính
| Diễn viên      | Vai             | Miêu tả | Xuất hiện |
| Chung Hân Đồng | Tạ Dao Hoàn     | Nữ tuần tra với sự hiểu biết nét độc đáo riêng và cách giải quyết vụ án vượt ra ngoài thời hiện đại. Từ chối làm một nữ quan trong Cung                                                             |           |
| Trần Hạo Dân   | Liên Đình Phi   | Đi lang thang khắp nơi, tính cách táo bạo và trái ngược với Tạ Dao Hoàn và sẵn sàng thay đổi suy nghĩ của mình vì cô. Thường bí mật giúp Dao Hoàn giải quyết các vụ án, được tiểu phật da ngưỡng mộ |           |
| Vương Cơ       | Võ Tắc Thiên    | Võ hậu Nhà Đường |           |
| Tiền Vịnh Thần | Sa Hoành Thiên  | Lão đại Quang Trung bang, người Ngọc Quan ngưỡng mộ |           |
| Vạn Ni Ân      | Đường Mẫn       | Sôi nổi, nhưng rất cẩn thận, thích Tần Minh, sĩ quan hộ tống Tạ Dao Hoàn |           |
| Lôi Mục        | Tần Minh        | Người hộ tống Tạ Dao Hoàn của tùy viên quân sự, ban đầu không đồng ý cho nữ giới đi theo và có thể làm những điều tuyệt vời, nhưng dần dần đồng ý với Tạ Dao Hoàn và vào nhóm của anh ta            |           |
| Thang Di       | Chu Nguyệt Tiên | Nhân viên y tế của Tạ Dao Hoàn, người có khả năng quan sát tốt, bạn tốt của Tạ Dao Hoàn, "Lão sư" của Âu Dương Khẩu Trung                                                                           |           |

### Vai khác
| Diễn viên       | Vai                              | Miêu tả                                                             | Xuất hiện |
| Ổ Tĩnh Tĩnh     | Thái Điệp/Ngọc Châu              | Chị gái của Tạ Dao Hoàn, tên thật là Ngọc Châu, thích Liên Đình Phi |           |
| Thần Diệp       | Ngọc Quan                        | Đối tượng ngưỡng mộ của Sa Hoành Thiên                              |           |
| Thần Diệp       | Ngư Lang                         | Người Công chúa Thái Bình ngưỡng mộ                                 |           |
| Don Li          | Hàn Thạch                        | Em trai của Tần Minh                                                |           |
| Hoàng Quyên     | Thái Bình công chúa              | Con gái của Võ Tắc Thiên, ngưỡng mộ Ngư Lang, ghen tị Tạ Dao Hoàn   |           |
| Đổng Tình       | tiểu phật da/Quận chúa Linh Lung |                                                                     |           |
| Cơ Thần Mục     | Tổng quản Lưu                    |                                                                     |           |
| Chu Kính Phong  | Hầu bảo bảo                      | Người thài giám mà Thái Binh công chúa đặc biệt thân                |           |
| Vương Huy       | Kim Sĩ Chiêu                     | Thứ sử Kì Châu                                                      |           |
| Diệp Tổ Tân     | Âu Dương                         | Người hầu của Tạ Dao Hoàn, vì cứu Chu Nguyệt Tiên mà chết           |           |
| Minh Phát       | Hàn Thăng                        | Sư phụ của Tần Minh                                                 |           |
| Lưu Xán         | Lâm Đạt                          | Bộ đầu                                                              |           |
| Tôn Phi         | Võ Du Kỵ                         | Em trai của Vũ Thừa Tự, thích Thái Bình công chúa                   |           |
| Lưu Hạo         | Hình Bân                         | Thấy giáo Kì Châu                                                   |           |
| Trương Song Lợi | Võ Thừa Tự                       | Thông đồng với Kim Sĩ Chiêu                                         |           |
| Trương Xuân Hoa | Lữ Trường Thắng                  | Thân tín của Giang Vĩnh Xương, một trong những kẻ giết người        |           |

## Phát sóng

### Phát sóng lần đầu
| Vùng       | Kênh                                                       | Ngày                            | Thời gan |
| ---------- | ---------------------------------------------------------- | ------------------------------- | -------- |
| Trung Quốc | Dragon TV                                                  | 7 tháng 7 năm 2011              | 19:00    |
| Trung Quốc | Trùng Khánh TV                                             | 19 tháng 7 năm 2011             | 19:30    |
| Trung Quốc | Liêu Ninh TV                                               | 27 tháng 7 năm 2011             | 20:05    |
| Trung Quốc | Nam Ninh TV                                                | 28 tháng 8 năm 2011             | 20:35    |
| Trung Quốc | Đài truyền hình Hồ Bắc (Kênh tích hợp)                     | 24 tháng 1 năm 2012             | 23:24    |
| Trung Quốc | Thành Đô TV                                                | 1 tháng 3 năm 2012              | 09：17   |
| Trung Quốc | Đài Phát thanh và Truyền hình Quảng Đông (Kênh Châu Giang) | 7 tháng 8 năm 2012 - 29 tháng 8 | 19：00   |
| Trung Quốc | Quảng Đông TV                                              | 16 tháng 3 năm 2013             | 20:10    |
| Trung Quốc | SETV                                                       | 16 tháng 3 năm 2013             | 19:41    |
| Trung Quốc | SXTV                                                       | 16 tháng 3 năm 2013             | 20:15    |
| Trung Quốc | An Huy TV                                                  | 16 tháng 3 năm 2013             | 10:10    |

### Phát lại
| Vùng       | Kênh                                   | Ngày               | Thời gian |
| ---------- | -------------------------------------- | ------------------ | --------- |
| Trung Quốc | Thượng Hải TV（Kênh phim Phương Đông） | 7 tháng 1 năm 2012 | 12：45    |

## Nhạc phim
Trung Quốc
- Nhạc chủ đề：Hạo Nhiê
  - Ca sĩ：Chung Hân Đồng, Trần Hạo Dân, Lưu Hiểu Tuyết, Quan Hải Trung
- Nhạc kết phim：Núi sông trùng phùng
  - Ca sĩ：Chung Hân Đồng

## Giải thưởng
| Năm  | Lễ trao giải                                        | Hạng mục                         | Kết quả   | Ghi chú |
| ---- | --------------------------------------------------- | -------------------------------- | --------- | ------- |
| 2011 | Liên hoan phim trinh thám quốc tế Moscow lần thứ 13 | Giải thưởng truyền hình đặc biệt | Đoạt giải | [ 1 ]   |